# Erfurter Abkommen
Das Erfurter Abkommen war ein zwischen dem Nationalsozialistischen Deutschen Studentenbund (NSDStB) und den Korporationen des Allgemeinen Deutschen Waffenrings (ADW) geschlossenes Übereinkommen zur Regelung der beiderseitigen Interessen.

## Hintergrund
Die Vorlage erfolgte auf dem Erfurter Waffenstudententag im April 1931. Der NSDStB beantragte auf der Grundlage einer von Baldur von Schirach im Juli 1930 ausgearbeiteten Ehrenordnung die Anerkennung durch den ADW und verpflichtete sich im Gegenzug, sich nicht in reine ADW-Angelegenheiten einzumischen und die Geltung seiner eigenen Ehrenordnung nicht auf andere Waffenstudenten auszudehnen. Dafür bat die Führung des NSDStB darum, über die Verwicklung von Mitgliedern des Bundes in Ehrenangelegenheiten informiert zu werden. Problematisch war die Ankündigung des NSDStB, Ehrenstrafen mit Ausschluss gegen seine Mitglieder nur dann anzuerkennen, wenn auch gegen die eigene Ehrenordnung verstoßen worden war, und ADW-Verrufe zwar anzuerkennen, aber nicht selbst umzusetzen. Die letztere Bestimmung wurde wohl mit Rücksicht auf ein kurz zuvor durchgeführtes Ehrengerichtsverfahren gegen Baldur von Schirach aufgenommen.
Das Erfurter Abkommen wurde durch die Deutsche Burschenschaft, die Deutsche Landsmannschaft, den Weinheimer Senioren-Convent, den Rudolstädter Senioren-Convent, den Naumburger Senioren-Convent und den Akademischen Turnbund ratifiziert. Der Miltenberger Ring und der Sondershäuser Verband lehnten es ab. Der Kösener Senioren-Convents-Verband überließ die Abstimmung darüber satzungsgemäß den einzelnen Senioren-Conventen. Am 15. August kündigten die Deutsche Burschenschaft, der Weinheimer Senioren-Convent und die Deutsche Landsmannschaft das Abkommen zum 1. November wieder auf. Eine zweite Fassung wurde am 4. November 1931 paraphiert. Entscheidende Änderung war, dass der NSDStB die Kompetenz der Korporationen gegenüber ihren Mitgliedern in allen studentischen Verpflichtungen anerkannte.
Bereits im Dezember kam es anlässlich der Neuwahlen zur Führung der Deutschen Studentenschaft zu einem Eklat, als die NSDStB-Vertreter im Hauptausschuss der DSt. entgegen der mit den Verbänden getroffenen Absprache nicht den Corpsstudenten Hans-Heinrich Schulz, sondern den bisherigen DSt.-Vorsitzenden Walter Lienau zum Ältesten der Deutschen Studentenschaft wählten. Der NSDStB kündigte wenige Tage später einigen Verbänden das gerade erst erneuerte Abkommen auf. Die Verbände beriefen ihrerseits ihre Vertreter aus der Leitung der Deutschen Studentenschaft zurück, näherten sich aber bald wieder an den Studentenbund an.